# Текіскіак

Текіскьяк

Текіскьяк (ісп. Tequixquiac, науатль Tequixquiāc) — муніципалітет в Мексиці, розташований на північному сході штату Мехіко, за 128 кілометрів від столиці штату, міста Толука-де-Лердо. Заснований 16 жовтня 1870 року, проте ацтекське поселення на цьому місці існувало задовго до цього.
Площа населеного пункту - близько 80 км². Населення становить 25 738 осіб за станом на 2005 рік. У місті розташований футбольний стадіон та цементний завод.

## Культура

Contradanza de las Varas.

## Демографія
| Місто              | Населення |
| Усього             | 31,080    |
| Сантьяго Текіск'як | 19,772    |
| Тлапанойя          | 6,294     |
| Венчеслао Лабра    | 847       |
| Ла Хередад         | 152       |